# Anja Nielsen
Anja Nielsen (Kolding, 12 de abril de 1975) es una exjugadora danesa de balonmano que actuaba como extremo derecho y que se proclamó campeona olímpica con la selección femenina de Dinamarca en los Juegos Olímpicos de Sídney 2000.

## Trayectoria
Nielsen se formó en el Kolding IF (1993-1995) antes de ingresar en la cantera del Ikast-Bording (1995-1999), con cuyo primer equipo debutó en la temporada 1999-2000.
Con las de Midtjylland alzó la Copa EHF de 2002 y se consolidó como una de las extremos más veloces de la liga danesa. En 2003 marchó al ÍBV Vestmannaeyjar islandés y, tras una campaña, firmó por el Randers HK para reforzar su proyecto europeo.

### Clubes
Su etapa en Ikast-Bording estuvo marcada por el título continental y un papel decisivo desde el extremo. La experiencia islandesa le sirvió para recuperar ritmo competitivo tras una lesión grave, mientras que en Randers aportó veteranía y liderazgo a un vestuario joven.

### Trayectoria de clubes
- 1999 – 2003:  Ikast-Bording EH
- 2003 – 2004:  ÍBV Vestmannaeyjar
- 2004 – 2005:  Randers HK
- 2005 – 2006:  Ikast-Bording EH[6]

### Selección
Defendió a la absoluta danesa en 45 ocasiones (78 goles) entre 1999 y 2001, periodo coronado con el oro olímpico de Sídney 2000, donde intervino en todos los partidos y firmó ocho tantos. Una rotura del ligamento cruzado anterior, sufrida en noviembre de 2001, frenó su progresión y la dejó fuera del Mundial de Italia.

## Premios y títulos

### Con la selección
- 1 x Juegos Olímpicos de Sídney 2000 (2000)[8]

### Con sus clubes
- 1 x Copa EHF femenina (2002)[3]
- 3 x Ligas danesas: (2001, 2002, 2003)
- 1 x Copas de Dinamarca (2001)